# الاقتصاد عاريا
الاقتصاد عاريا هو الترجمة الكاملة لكتاب Naked Economics: Undressing the Dismal Science للمؤلف تشارلز أويلان، والذي يعد أحد أهم كتب الاقتصاد الحديثة، فهو مقدمة تشرح كل المفاهيم الاقتصادية الأساسية في هذا العلم. والكتاب خال تماما من المعادلات، والرسوم البيانية المعقدة، وحتى الألفاظ تم اختيارها لتكون سهلة وواضحة لكل قارئ لم يتطرق لعلم الاقتصاد من قبل.
يعتمد الكتاب على أمثلة حية من واقعنا اليومي، فكل الأمثلة التي أوردها المؤلف نلمسها في حياتنا اليومية وذلك لأن الكتاب لا يخاطب المتخصصين فقط بل أنه في الأساس يطرح أفكاره لغير المتخصصين ليذهلهم بقدرة علم الاقتصاد على تفسير اتجاهات وظواهر نلمسها جميعا.
يحاول تشارلز ويلان في هذا الكتاب تبسيط مفاهيم علم الاقتصاد ليبين انه علم شيق وغير معقد ما ان يتم شرحه ببساطة وازالة الادعاءات والتراكمات عنه. ويستهدف الكتاب كلا من المبتدئين في هذا العلم والاشخاص الذين يدرسونه بالفعل ويواجهون مشاكل في فهمه.
قامت بترجمة الكتاب ونشر النسخة العربية منه شركة كلمات عربية للترجمة والنشر.